# Isotope 217
Isotope 217º es una banda originaria de Chicago cuyos integrantes de las bandas Tortoise y Chicago Underground formaron en 1997. The New York Times describieron a la banda como: "Una vorágine de mezclas jazz y rock junto a la electrónica, que si fuera comparado con Tortoise, serían más caóticas y cálidas que los jams que solían hacer."

## Discografía
| Información de sus lanzamientos                                                       |
| ------------------------------------------------------------------------------------- |
| The Unstable Molecule - Lanzado en el año: 1997 - Discográfica: Thrill Jockey         |
| Commander Mindfuck / Designer EP - Lanzado en el año: 1999 - Discográfica: Aesthetics |
| Utonian Automatic - Lanzado en el año: 1999 - Discográfica: Thrill Jockey             |
| Who Stole the I Walkman - Lanzado en el año: 2000 - Discográfica: Thrill Jockey       |